# آبشار سرکنددیزج
'آبشار سرکندیزج یکی از جای‌های دیدنی استان آذربایجان شرقی است که در ۲ کیلومتری روستای سرکنددیزج از توابع شهرستان شبستر واقع شده‌ است. آب این آبشار از طریق چشمه‌سارهای ارتفاعات رشته کوه میشو تأمین می‌گردد. این آبشار در غرب کوه‌های میشو و ۱۵ کیلومتری غرب شهر صوفیان و در منطقه‌ای کوهستانی واقع شده‌ است. آبشار سرکندیزج با ۳۰۰ متر مربع مساحت، گردشگاه مسافران تابستانی است.
در ادامه مسیر بعد از گذشتن از درختان بلند گردو و بادام به انتهای مسیر ماشین رو می‌رسید و از آنجا تا محل آبشار حدود ۱۵ دقیقه پیاده‌روی دارد. زیباترین قسمت مسیر در انتهای آن قرار دارد که شامل یک شکاف حدود دویست متری در بین کوه است. دو طرف این شکاف را صخره‌های بلند دربر گرفته و برای دیدن آن باید از میان این دره و از میان آب گذشت. در انتهای شکاف، محوطه‌ای نمایان می‌شود که با قطرات آب پراکنده از آبشار بسیار هیجان انگیز و شادی بخش شده‌ است. به گفته اهالی، چند آبشار مشابه نیز در جهت‌های دیگر این صخره پرشکاف واقع هستند که هر کدام زیبایی‌های خاص خود را دارند.نام محلی این آبشار گورچیننیح (قبلاً محل زندگی پرنده ها از نوع قرقاول کبک و..)